# Louis Bisilliat
Louis Bisilliat-Vincendaz, né le 25 février 1931 à Ugine (Savoie) et mort le 3 mai 2010 à Albertville (Savoie), est un coureur cycliste français, professionnel de 1959 à 1961.

## Palmarès
- 1954
  - 2e de Annemasse-Bellegarde-Annemasse
- 1955
  - 2e de Annemasse-Bellegarde-Annemasse
- 1956
  - 2e de Annemasse-Bellegarde-Annemasse
- 1960
  - 2e des Boucles Roquevairoises

### Résultats sur les grands tours

#### Tour de France
2 participations
- 1959 : 65e
- 1960 : 74e

#### Tour d'Espagne
1 participation
- 1961 : abandon (3e étape)